# すももももも
『すももももも』は、持田真樹主演、今関あきよし監督・原案・撮影の日本映画。1995年公開。配給はパル企画。
持田真樹の映画初主演作。浜崎あゆみが主人公の妹役で映画初出演している。

## あらすじ
相原小桃は、すももパックを光に透かして眺めることを好む18歳の女子高生。ある日曜日、小桃は、誰とも口をきかない「おしゃべりストライキ」を続行していた。小桃は、妹の栗子や親友の涼子、彼氏の直樹とさえ一線を画し、自分の世界に閉じこもり続けた。水曜日に小桃は交通事故に遭い、昏睡状態に陥る。小桃の意識は肉体を離れて時間と空間を浮遊し、様々な情景を垣間見ることになる。

## キャスト
- 相原小桃：持田真樹
- 栗子：浜崎あゆみ
- 涼子：桂木亜沙美
- 直樹：林泰文
- 勇飛：梶原聡
- 保：加藤晴彦
- 父：蛭子能収
- 母：余貴美子

## スタッフ
- 監督・原案・撮影：今関あきよし
- 製作者：小林尚武、鈴木ワタル
- プロデューサー：中原研一、中澤宣明
- 脚本：藤長野火子、今関あきよし
- 音楽：アンビヴァレンス
- 音楽プロデューサー：西垣克啓
- 美術：渡辺仁
- 編集：河原弘志
- 製作協力：松竹
- 製作：テレビ東京、パル企画